# Gründerzeit
 Der er for få eller ingen kildehenvisninger i denne artikel, hvilket er et problem. Du kan hjælpe ved at angive troværdige kilder til de påstande, som fremføres i artiklen.

Gründerzeit (grundlæggertiden) betegnes normalt den periode i tysk historie, der strækker sig fra tiden umiddelbart efter den tyske sejr i den tysk-franske krig 1870/1871 frem til århundredeskiftet. Iblandt hører man den også brugt om den tilsvarende periode i østrigsk historie.
I denne periode blev der bygget flittigt over alt i det tyske kejserrige, og den specielle arkitektur man byggede i kaldes derfor "Gründerzeit"-stil. Bygningerne var især finere beboelsesejendomme, som de f.eks. fra Østerbro i København, men mange offentlige tyske bygninger bygget i denne periode er også bygget i denne stil. Mest prominente eksempel er nok Rigsdagsbygningen i Berlin. Man taler om, at byggestilen var præget af den tids prægende idehistoriske tankegang, historisme, hvor man greb tilbage til ikke bare ældre klassiske stilarter, men også benyttede sig af nationalromantiske forestillinger om Middelalderen.
I den tyske litteratur har den samtidige forfatter Wilhelm Raabe beskrevet perioden i et kritisk lys.

## Årsager til Gründerzeit
Det tyske kejserrige var på dette tidspunkt inde i en rivende udvikling. Industrialiseringen slog sent igennem i Tyskland, først i anden halvdel af det 19. århundrede, men da den først kom, væltede den nærmest samfundet på hovedet fra den ene dag til den anden. I løbet af få år var hele det tyske område spækket med jernbaner og fabrikker. Den enorme vandring fra land til by krævede selvsagt enorme byudvidelser.
Især takket være den enorme krigsbod fra Frankrig (fem milliarder guldfranc) kunne man sætte gang i et sandt byggeboom. De mange penge fra Frankrig betød et stort økonomisk opsving for Tyskland.